# Mesopotamia (provincia romana)
La Mesopotamia era una provincia dell'Impero romano; in età severiana portava il titolo ufficiale di Mesopotamia et Oshroenae.

## Statuto
Provincia romana affidata all'ordine equestre sotto l'autorità del praefectus Mesopotamiae a partire dal 197. Con la successiva riforma amministrativa tetrarchica dell'Impero da parte di Diocleziano, la Mesopotamia rientrò nella diocesi d'Oriente.

## Storia

### Da Traiano ai Severi (116-217)
Venne creata nel 115 a seguito della campagna di Traiano contro i Parti: il territorio conquistato venne diviso in province, e la Mesopotamia venne istituita facendovi rientrare il territorio della moderna Siria a oriente dell'Eufrate e quello dell'Iraq settentrionale. Il primo governatore fu Decimo Terenzio Scauriano. Fu abbandonata da Adriano soli due anni più tardi nel 117.
La Mesopotamia settentrionale tornò di nuovo sotto il controllo romano in seguito alle campagne partiche di Lucio Vero del 163-166, almeno fino al regno di Commodo. A testimonianza dell'occupazione romana in Osroene, oltre l'Eufrate, un'iscrizione ad Edessa di quest'anno, ed una successiva a Dura Europos dell'epoca di Commodo (nel 183) riguardante la presenza della cohors II Ulpiae equitatae Commodianae.
Perduta nuovamente attorno al 192, fu riconquistata da Settimio Severo nel 197 e posta sotto il governo di un prefetto di rango equestre, il praefectus Mesopotamiae, creato sul modello del prefetto d'Egitto. Nella provincia Nisibi divenne la capitale.. Queste tre città divennero, inoltre, tutte colonie.

### Da Alessandro Severo a Valeriano (231-260)

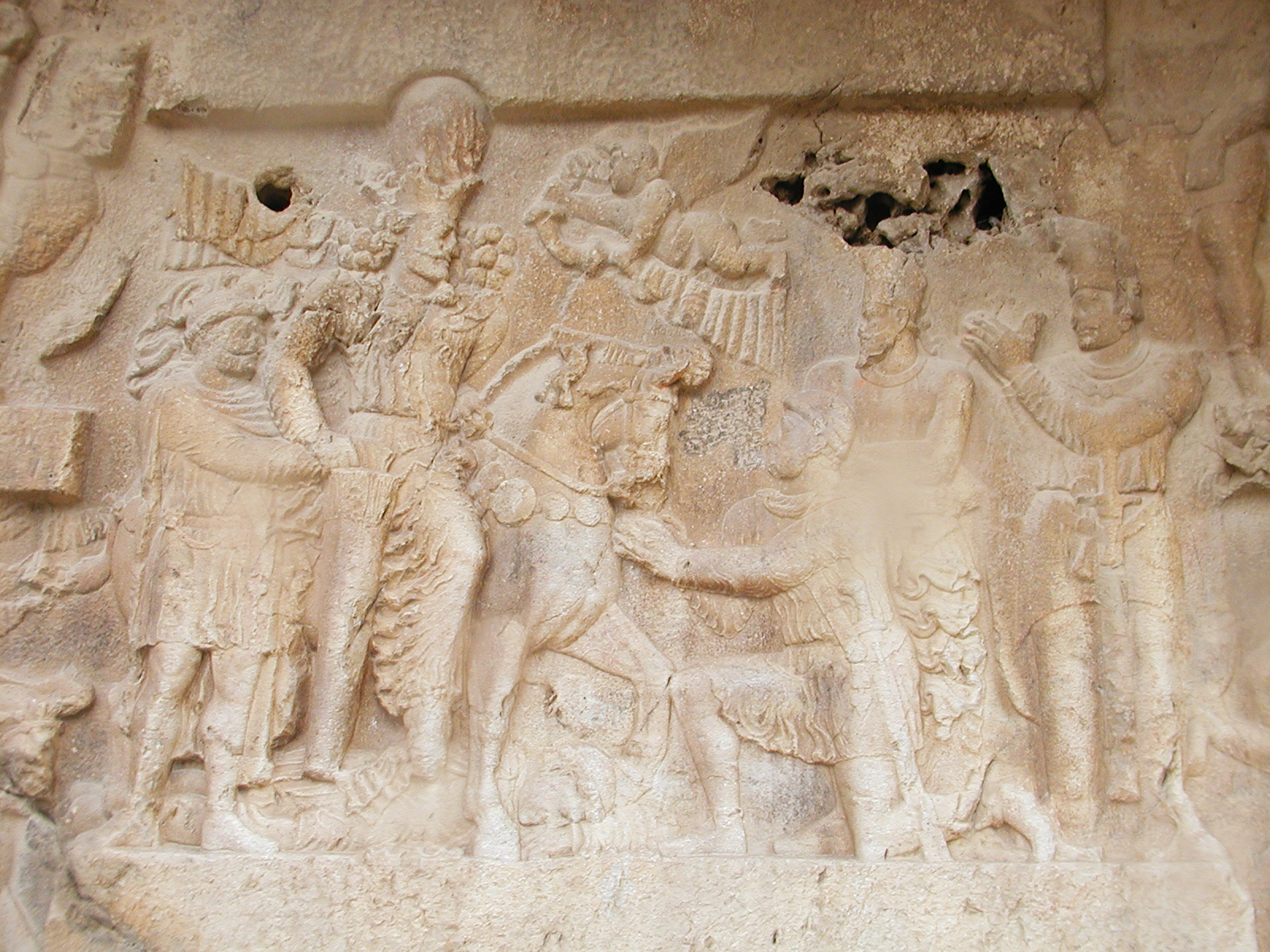
Rilievo a Bishapur celebrante la presunta (e probabilmente falsa) vittoria di Sapore I sui Romani: Gordiano III è calpestato dal cavallo del re sasanide, mentre Filippo l'Arabo (in ginocchio davanti Sapore, che tratta la resa). È invece tenuto stretto da Sapore, l'imperatore Valeriano catturato dalle armate sasanidi.

Tra il 224 e il 226/227 avvenne un episodio importante, che cambiò le sorti dei rapporti tra Impero romano e Impero persiano: in Oriente l'ultimo imperatore dei Parti, Artabano IV, fu rovesciato dopo essere stato sconfitto in "tre battaglie" e il rivoltoso, Ardashir I, fondò la dinastia sasanide, destinata ad essere l'avversaria orientale dei Romani fino al VII secolo. In particolare, tra il 229 ed il 232 circa, Sasanidi e Romani si scontrarono per la prima volta, poiché i primi, considerandosi discendenti dei Persiani, rivendicavano il possesso di tutto l'Impero degli Achemenidi, ivi compresi i territori, ora romani, dell'Asia Minore e del Vicino Oriente, fino al mar Egeo.
Ad un iniziale sfondamento del fronte mesopotamico romano a più riprese, da parte delle armate, prima di Ardashir I (dal 229 al 241) e poi del figlio Sapore I (dal 241 al 260), si susseguirono controffensive romane guidate dai suoi imperatori, come accadde nel caso di Alessandro Severo, Gordiano III e Valeriano. Quest'ultimo però fu sconfitto in battaglia nel 260 e fatto prigioniero dal "Re dei Re", permettendo che ancora una volta i territori romani di Mesopotamia, Siria e Cappadocia fossero razziati dalle armate sasanidi invasori,  con conseguente demolizione del limes orientale in numerose sue postazioni (da forti e fortini a fortezze legionarie).

### Da Odenato a Galerio (262-298)
Con la morte di Valeriano, l'Impero romano, sebbene fosse sotto la costante pressione delle armate germano-sarmatiche del fronte settentrionale, fu costretto a reagire alla terribile disfatta subita nel 260, che aveva portato alla successiva occupazione di Antiochia, terza città romana per numero di abitanti (dopo Roma ed Alessandria d'Egitto). Da questo momento in poi, per i quarant'anni successivi, le armate romane si spinsero, in almeno tre circostanze, "in profondità" nei territori sasanidi, conquistando altrettante volte la loro capitale Ctesifonte: prima con il "rector totius Orientis", Odenato, poi con gli imperatori Caro e Numeriano, ed infine con Galerio, sotto la supervisione dell'Augusto, Diocleziano (fautore del progetto tetrarchico).
Al termine di queste ultime campagne militari, la Mesopotamia ritornò sotto il controllo romano, l'Armenia fu riconosciuta protettorato romano, mentre a Nisibi furono accentrate le vie carovaniere dei commerci con l'estremo Oriente (Cina e India). Con il controllo di alcuni territori ad est del fiume Tigri, fu raggiunta la massima espansione dell'impero verso est (298). Fu, quindi, potenziato l'intero sistema di frontiere orientali, a partire dalla costruzione della Strata Diocletiana in Siria, e di nuove postazioni fortificate in tutta la Mesopotamia-Osroene; furono arruolate almeno cinque nuove legioni: la I Armeniaca e la II Armeniaca lungo l'Eufrate in Armenia; la IV, V e VI Parthica in Mesopotamia ed Osroene.

### Da Diocleziano a Costantino I (298-334)

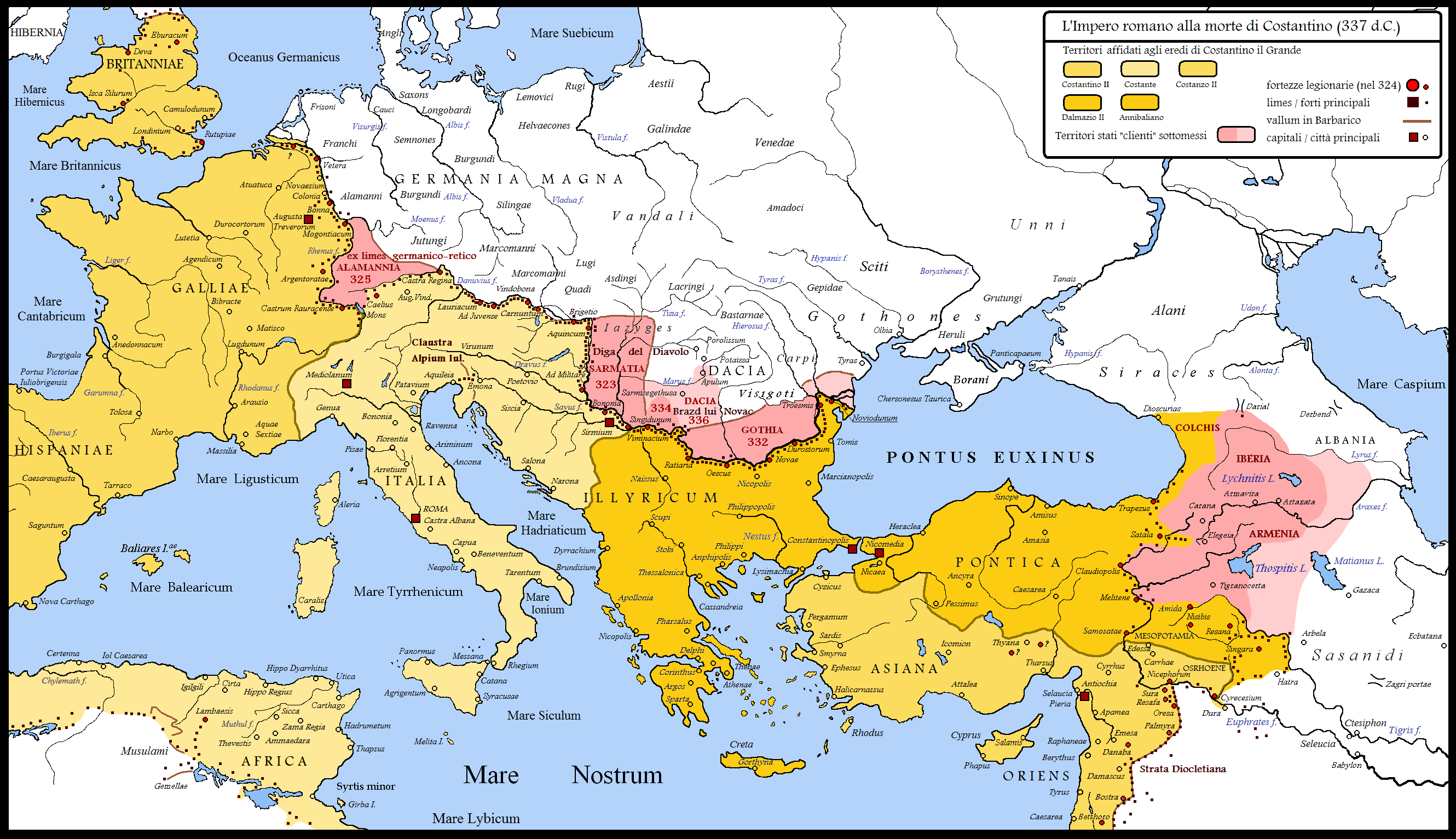
Le frontiere orientali al tempo di Costantino, con i territori acquisiti nel corso del trentennio di campagne militari (dal 306 al 337).

Il trattato di pace tra Diocleziano ed il re sasanide Narsete durò quasi 40 anni. La sconfitta dei Sasanidi ad opera di Diocleziano e Galerio (pace del 298), aveva garantito all'Impero romano oltre un trentennio di relativa pace (fino al 334) e la Mesopotamia settentrionale tornava sotto il controllo romano. La frontiera fu, infatti, spostata fino al Khabur ed al Tigri settentrionale, passando per il Jebel Sinjar.

### Costanzo II e Sapore II (337-363)
Gli anni successivi alla morte di Costantino I (337), furono estremamente difficili per i due Imperi, coinvolti in una guerra di costante logoramento tra di loro, senza vinti, né vincitori: da una parte Costanzo II (che trascorse la maggior parte del suo tempo, tra il 337 ed il 350, ad Antiochia, trasformato per l'occasione in "quartier generale" delle armate orientali), dall'altra, Sapore II (nel tentativo assai improbabile di cacciare i Romani da tutti i territori asiatici ad occidente dell'Eufrate). I confini alla fine rimasero sostanzialmente stabili, con avanzate e ritirate, ora dell'uno ora dell'altro, almeno fino alla campagna sasanide di Giuliano del 363, quando le armate romane furono costrette a cedere buona parte dei territori ad est dell'Eufrate, rinunciando così a quasi due secoli e mezzo di conquiste.

### Teodosio
A seguito della divisione dell'impero in due parti avvenuta sotto Teodosio I, il territorio siriano venne scorporato per formare la provincia dell'Osroene, mentre la Mesopotamia vera e propria si ridusse al territorio iracheno.

## Difesa

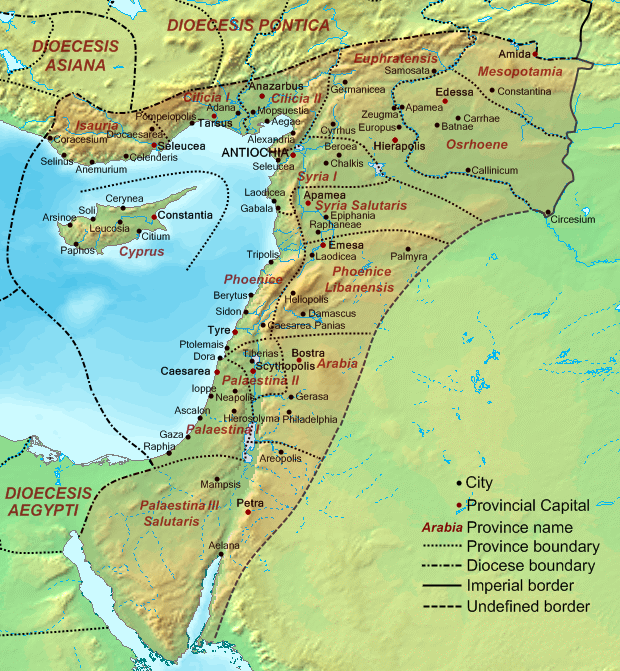
La provincia di Mesopotamia ed Oshroene nella Diocesi dell'Oriente

La Mesopotamia, perduta quindi attorno al 193, fu riconquistata da Settimio Severo nel 197-198 e posta sotto l'autorità del neocostituito praefectus Mesopotamiae. Nella provincia furono dislocate due legioni appena formate: la I Parthica e la III Parthica. Le sedi delle legioni erano Singara, vicina al fiume Tigri (la I Parthica) e probabilmente Nisibi o Resaina (la III Parthica), con vexillationes a Dura Europos.

## Geografia politica ed economica
- Amida: nel 359 era una fortezza frontaliera dell'Impero romano, posta sotto assedio dalle forze dell'Impero persiano dei Sasanidi. In quella estate il Comes la raggiunse alla testa di sei legioni[18] e una vexilatio comitatensis.[19][20] Malgrado ciò, l'esercito sasanide del re Sapore II vinse la battaglia che si svolse nei suoi pressi e conquistò la città, massacrando la popolazione locale.

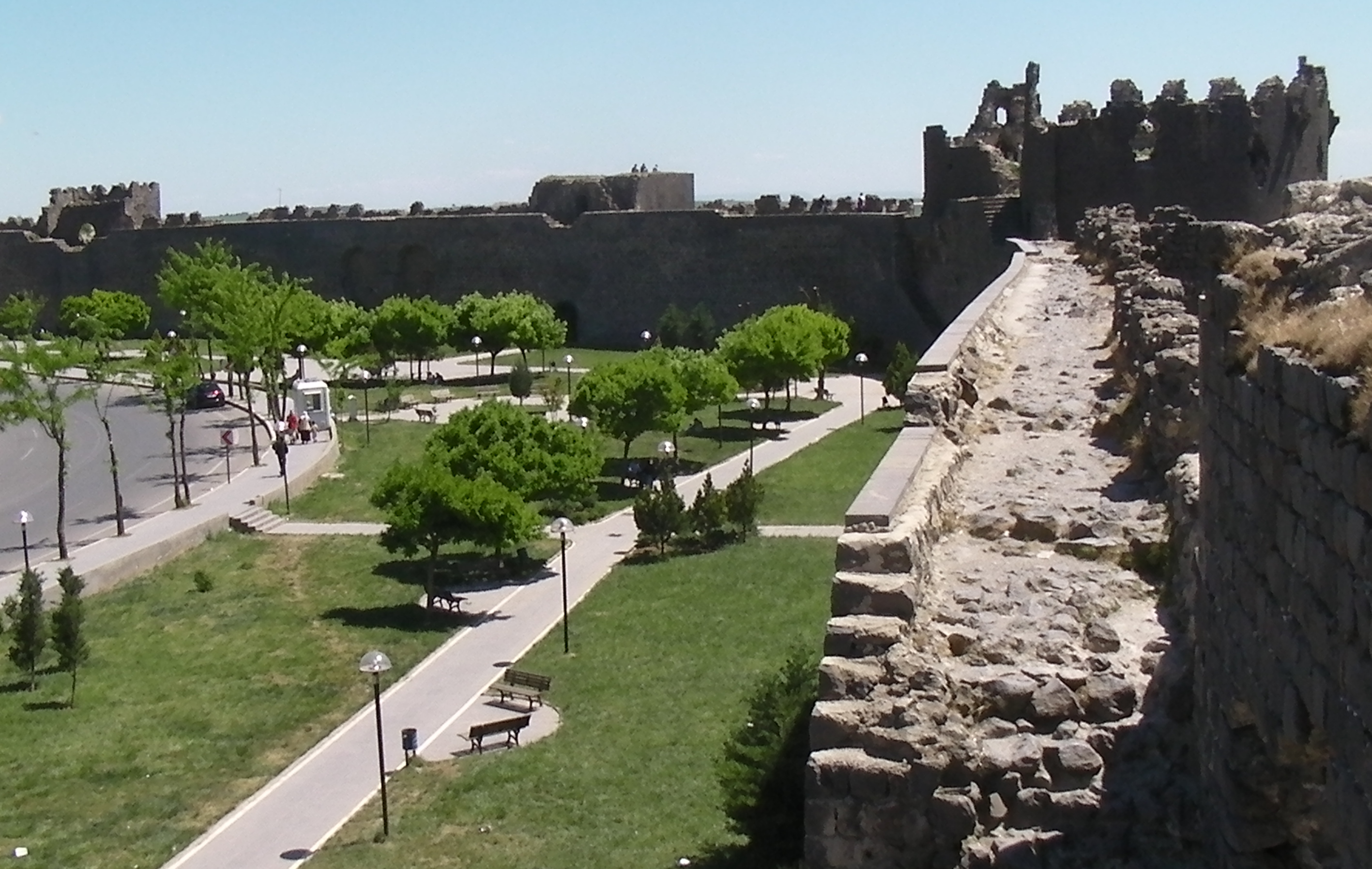
Tratti della mura di cinta della fortezza di Amida (1).
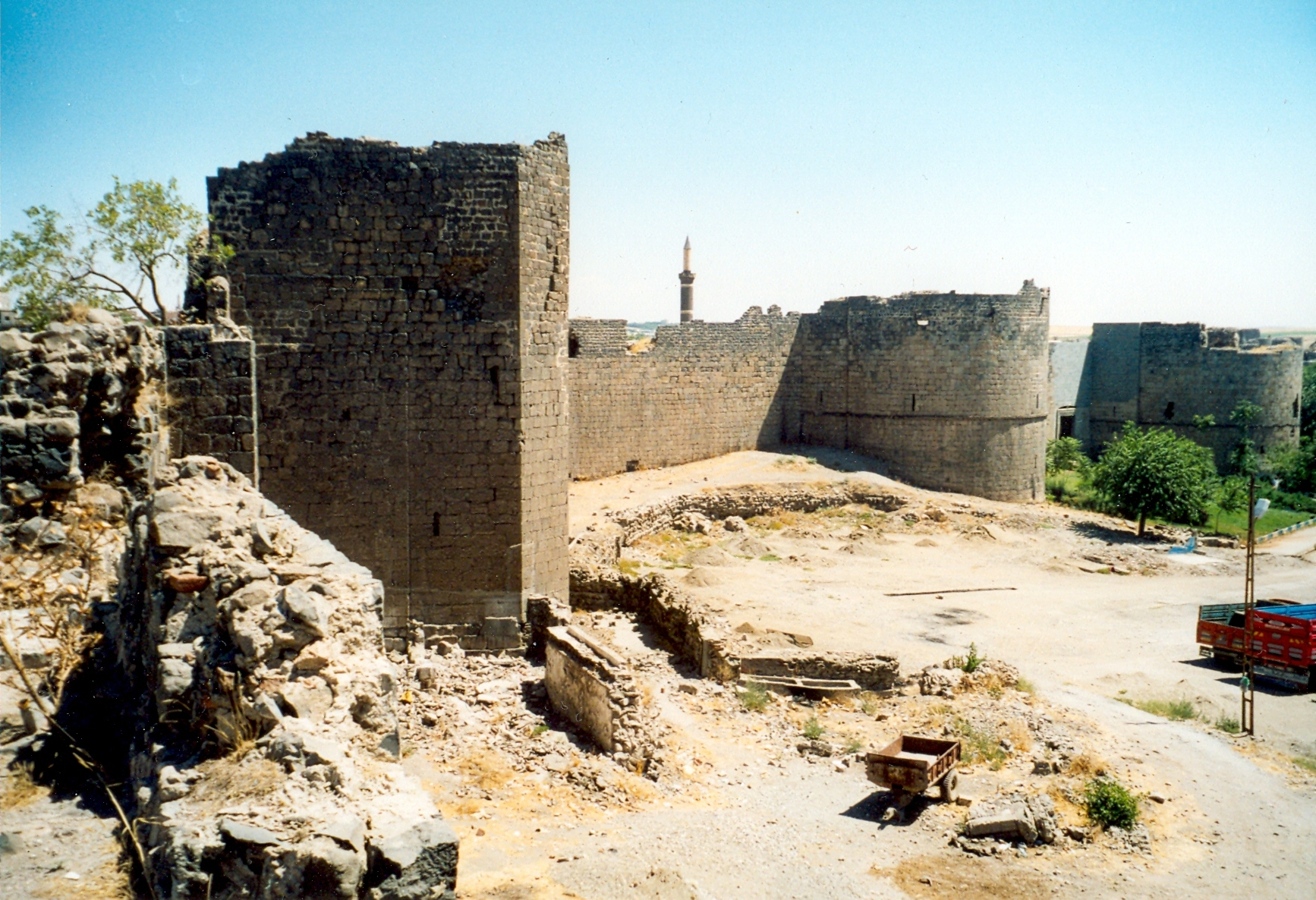
Tratti della mura di cinta della fortezza di Amida (2).
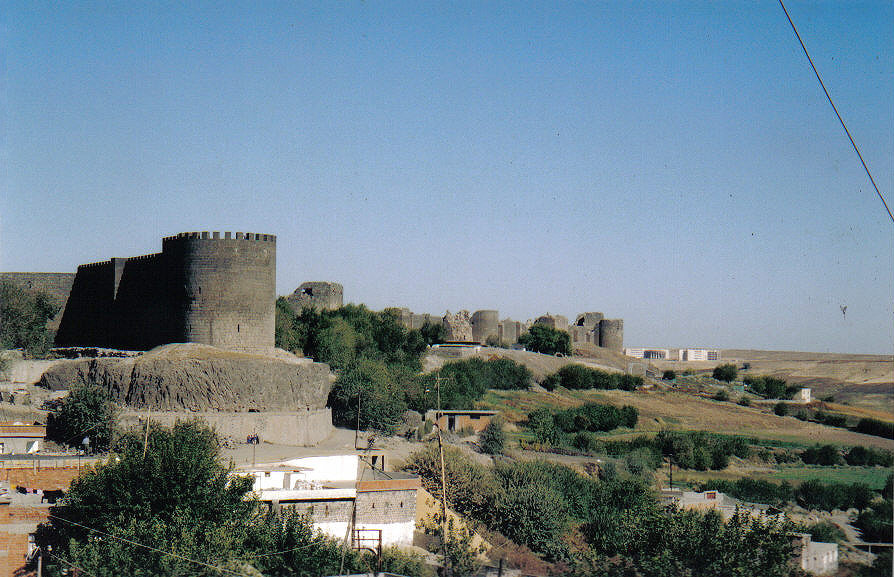
Tratti della mura di cinta della fortezza di Amida (3).
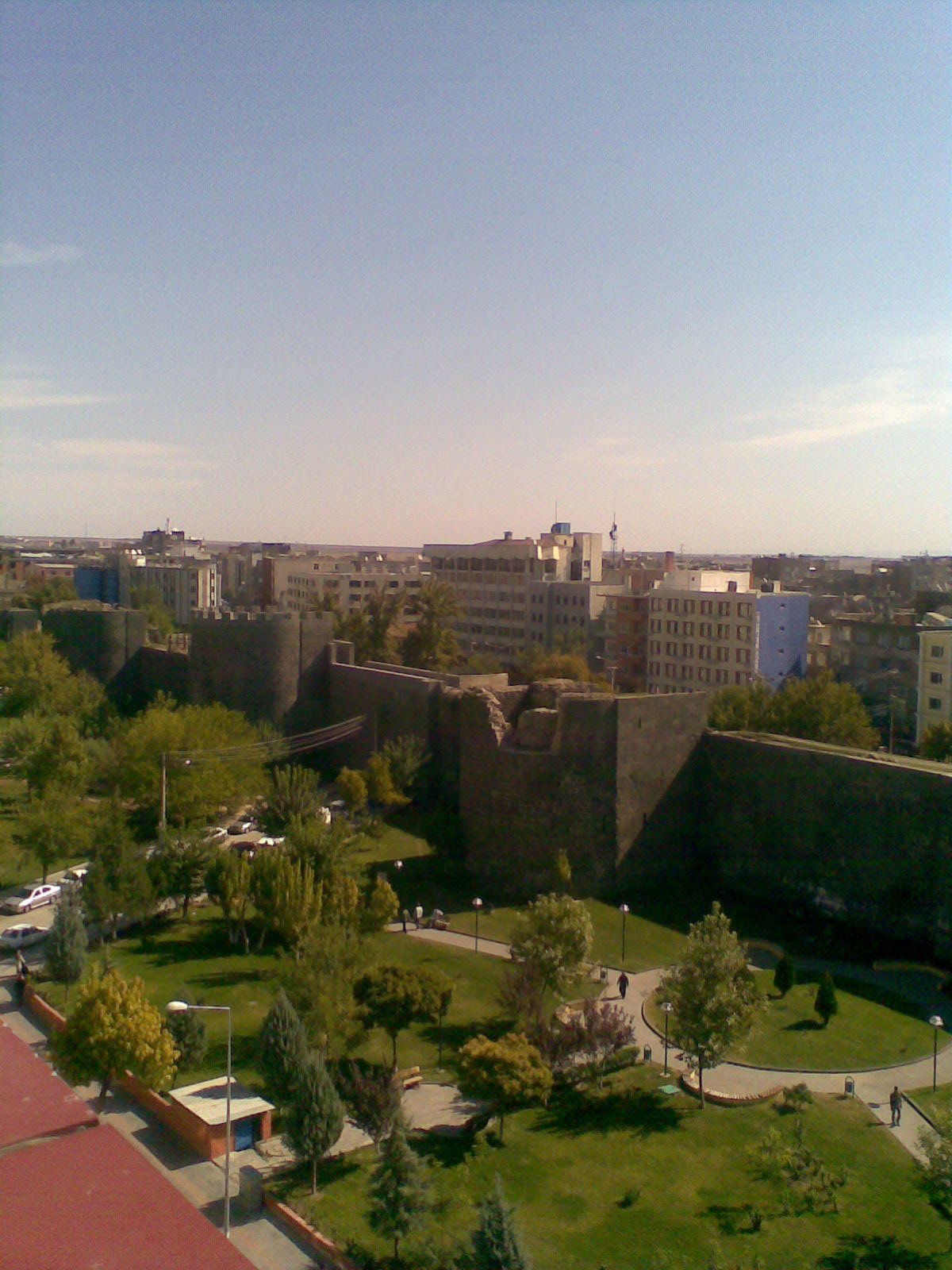
Tratti della mura di cinta della fortezza di Amida (4).

- Carre: città di antichissime origini, nella valle del fiume Balikh, dopo essere stata colonia dei Macedoni,[21] fu per lungo tempo indipendente, formando uno "stato cuscinetto" tra i Parti e i Romani. Nei pressi della città si combatté una battaglia il 9 giugno del 53 a.C., in cui il consolare Marco Licinio Crasso venne sconfitto, catturato, e ucciso dal generale parto Surena. La città fu luogo di numerosi episodi militari nelle guerre romano-persiane. Fu qui che l'imperatore romano Caracalla fu assassinato (217); fu conquistata da Ardashir I nel 238 e riconquistata nel 243 dall'imperatore Gordiano III; venne conquistata ancora da Sapore I dopo la cattura dell'imperatore Valeriano (260), ma fu riconquistata dal generale semi-indipendente Settimio Odenato (264); qui vicino si combatté la battaglia di Callinicum, in cui l'imperatore romano Galerio fu sconfitto (296).

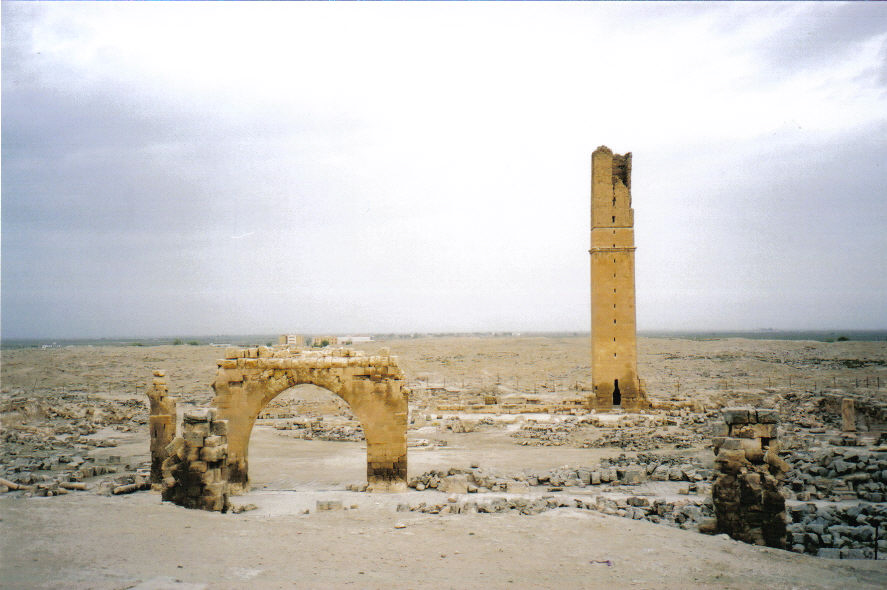
Rovine della città di Carre.

- Dura Europos trasferita nel 165 alla provincia di Siria
- Edessa
- Nisibis
- Resaina
- Singara